# Strata Tower (Abou Dabi)
Pour les articles homonymes, voir Strata Tower.
La Strata Tower est un gratte-ciel dont la construction avait été projetée à Abou Dabi. Elle devait mesurer 160 mètres de haut, soit 40 étages.
Elle devait être située dans le quartier Al Raha Beach.
Le projet de cette tour résidentielle de luxe fut conçu par les architectes new-yorkais Hani Rashid et Lise-Anne Couture du cabinet Asymptote.
Elle devait être achevée en 2011. En 2024 le projet semble avoir été abandonné, possiblement par manque de fonds,.
Il existe cependant des reconstitutions de l'architecture en digitales par ordinateur, montrant un aperçu de cette construction si elle avait dû voir le jour.